# Biclavigera praecanaria
Biclavigera praecanaria es una especie de polilla perteneciente a la familia Geometridae. La especie fue descrita por primera vez por el entomólogo alemán G. A. Herrich-Schäffer en 1911, y se puede encontrar distribuido en Sudáfrica.